# Берёзовка (Буда-Кошелёвский район)
Берёзовка (бел. Беразоўка) — посёлок в Морозовичском сельсовете Буда-Кошелёвского района Гомельской области Беларуси.

## География
В 7 км на юго-запад от районного центра и железнодорожной станции Буда-Кошелёвская (на линии Жлобин — Гомель), 43 км от Гомеля.
На востоке, севере и западе мелиоративные каналы, на юге река Уза (приток реки Сож). Поблизости залежи железняка.

## Транспортная сеть
Транспортные связи по просёлочной, затем автомобильной дороге Буда-Кошелёво — Гомель.
Планировка состоит из прямолинейной улицы, ориентированной с юго-востока на северо-запад и застроенной деревянными домами усадебного типа.

## История
Основан в начале 1920-х годов переселенцами с соседних деревень на бывших помещичьих землях. В 1930 году жители посёлка вступили в колхоз. На фронтах Великой Отечественной войны погибли 11 жителей деревни. В 1959 году в составе совхоза «Морозовичи» (центр — деревня Морозовичи).

## Население
- 1959 год — 130 жителей (согласно переписи).
- 2004 год — 11 хозяйств, 12 жителей.

## Известные уроженцы
- Н. В. Кострова — Герой Социалистического Труда.